# 吴恒权
吴恒权（1948年12月—），男，汉族，湖北红安人。中华人民共和国政治人物。

## 生平
早年毕业于吉林大学中文系。2000年，担任人民日报副总编辑。2001年10月，任人民日报社副总编辑兼海外版总编辑，2003年12月任求是杂志社社长。2008年4月任人民日报社总编辑。2008年起担任全国人大代表。2012年11月，调任中宣部副部长。